# Lubor Tokoš
Lubor Tokoš (7. února 1923 Šternberk – 29. září 2003 Zlín) byl český herec, spolupracoval i s rozhlasem. Byl také malířem a spisovatelem. V povědomí diváků zůstává především díky svým filmovým rolím dědečků s charakteristickým hlasem. V mládí vytvořil například hlavní roli Simona Harta ve filmu Vynález zkázy režiséra Karla Zemana.

## Biografie
Narodil se 7. února 1923 ve Šternberku, od roku 1925 však žil Hodoníně, kde vychodil obecnou školu a absolvoval reálku a poté se učil jako drogista (nedoučil se). Když začala druhá světová válka, odešel do Brna, kde nastoupil v městském divadla nejdříve jako kulisák a poté působil jako nápověda, případně v komparsu.Také pobýval ve městě Hluk.
Jako herec prošel divadly v Brně, Hodoníně, Uherském Hradišti, Ostravě, Olomouci, Praze a Zlíně. Z divadla odešel v roce 1985. V rozhlase natočil přes tisíc programů a čítával pro nevidomé v pražském studiu Karla Emanuela Macana. Ve filmu vytvořil na dvě desítky rolí.
V roce 2002 obdržel Cenu Thálie za celoživotní dílo v oboru činohra. Lubor Tokoš zemřel ve svém zlínském bytě 29. září 2003.

## Filmy
- Křižová trojka (1948) – ved. zotavovny (první role ve filmu)
- Vynález zkázy (1958) – Simon Hart
- Tři tuny prachu (1960)
- Rychlík do Ostravy (1960)
- Reportáž psaná na oprátce (1961) – Jan Zika
- Praha nultá hodina (1962) – Zeman
- Neklidnou hladinou (1962)
- Letos v září (1963) – otec
- Kladivo na čarodějnice (1969)
- Ucho (1970)
- Čtyři vraždy stačí, drahoušku (1970) – gangster
- Sonáta pro zrzku (1980) – učitel hudby
- Kopretiny pro zámeckou paní (1981) – dědeček
- Výbuch bude v pět (1984) – Matěj
- Smrt krásných srnců (1986) – Nejezchleb
- O princezně Jasněnce a létajícím ševci (1987) - král
- Duhová kulička (1987) – ztřeštěný dědeček
- Mág (1987) – Tietze
- Nefňukej, veverko! (1988) – dědeček
- Poklad rytíře Miloty (1989) – dědeček Janoušek
- Motýlí čas (1990) – Alexův dědeček
- Pevnost (1994)
- Golet v údolí (1995) – hlas vypravěče
- Šmankote, babičko, čaruj! (1998)

## Televize
- 1969 Zimní pohádka (TV inscenace divadelní hry) – role: plukovník Kryštof Toll (natočeno podle jednoaktovky Runara Schildta Šibeničník)
- 1999 Zlatník Ondra (TV film) – role: král
- 2002 Kožené slunce (TV film) – role: Stehlík
- 2003 Cesta byla suchá, místy mokrá (TV film) – role: Zborník

## Práce pro rozhlas
- 1988 Ernest Hemingway, Stařec a moře, Československý rozhlas.[2]